# Ledina Mandija
Ledina Mandija (* 3. Juni 1974 in Shkodra) ist eine albanische Juristin. Sie war im Zuge einer Regierungsumbildung von Mai bis September 2017 stellvertretende Ministerpräsidentin Albaniens im Kabinett unter Ministerpräsident Edi Rama (PS). Sie war die erste Frau in diesem Amt und wurde von Senida Mesi (PS) abgelöst.
Ledina Mandija studierte von 1992 bis 1996 Recht an der Universität Shkodra. In den Jahren 2003 bis 2005 studierte sie noch an der Universität Tirana und machte einen Master-Abschluss in Zivilrecht. 2006 absolvierte sie ein halbjähriges Fellowship-Programm an der University of Kansas. Im Jahr 2013 erhielt sie den Doktortitel für eine Abhandlung im privatrechtlichen Verfahrensrecht.
Von 1996 bis 2007 unterrichtete sie an der Universität Shkodra Familienrecht und Verfahrensrecht in Zivilstreitigkeiten. Zeitgleich arbeitete sie auch als Rechtsanwältin für Zivil- und Familienrecht. Seit 2007 arbeitet sie als Staatsanwältin und Professorin an der Universität Tirana. Der damalige Ministerpräsident Sali Berisha ernannte sie 2010 zur Generalstaatsanwältin. Als Staatsanwältin vertrat sie Albanien vor internationalen Gremien wie den Europäischen Gerichtshof für Menschenrechte und vor einem Schiedsgericht gegen ČEZ im Fall um das Elektrizitätsversorgungsunternehmen CEZ Shpërndarje. Im Oktober 2013 wurde sie vom neuen Ministerpräsidenten Edi Rama ihrer Funktion enthoben. In der Folge hat sie den albanischen Staat wegen dieser Entlassung verklagt. In den Jahren 2009 bis 2011 war sie zudem Mitglied der Nationalen Kommission für Konsumentenschutz. Von 2010 bis 2015 unterrichtete sie auch an der Magistratenschule der Republik Albanien. Seit 2014 ist sie juristische Beraterin des Staatspräsidenten Bujar Nishani.
Im Frühjahr 2017 boykottierte die Demokratische Partei 90 Tage lang das Parlament und ernannte auch keine Kandidaten für die kommenden Parlamentswahl, weil sie unter der aktuellen Regierung keine faire und freie Wahlen erwartete. Ihre Forderung nach einem Regierungsrücktritt konnten die Demokraten nicht durchsetzen, aber unter Druck internationaler Vermittler kam ein Kompromiss zustande, der die Verschiebung der Parlamentswahl um eine Woche, mehrere Reformen beim Wahlverfahren und die Bildung einer Art „technischen Regierung“ durch die Ernennung von sieben neuen Ministern vorsah. Die Minister konnten von der Opposition bestimmt werden, mussten aber parteilos sein. Zu den sieben Ministern der technischen Regierung gehörte auch Ledina Mandija, die als stellvertretende Ministerpräsidentin bestimmt wurde. Am 22. Mai 2017 wurde sie vom Staatspräsidenten in dieser Funktion bestätigt. Dadurch wurde sie stellvertretende Vorsitzende des Kabinetts Rama, dessen Vorsitzender sie einst als Generalstaatsanwältin entlassen hatte. In ihrer neuen Funktion obliegt es ihr, als Leiterin einer Task Force die Anpassungen am Wahlprozess zu beobachten.
Ledina Mandija ist nicht verheiratet.